# Complemento partitivo
Nella sintassi della frase semplice, il complemento partitivo indica l'insieme di cui fa parte l'elemento di cui si parla.

## Esempi
- Uno dei lupi del bosco assalì Cappuccetto Rosso.
- Uno dei cacciatori salvò Cappuccetto Rosso.

Secondo le grammatiche scolastiche, risponde alle domande Tra chi?, Tra che cosa?. Appartiene alla categoria dei complementi indiretti.

## Come si presenta il complemento partitivo
Il complemento può essere costituito da:
- un sostantivo che indica una quantità preceduto dalle preposizioni di, tra e fra.[1]
- un pronome numerale preceduto dalle preposizioni di, tra e fra.
- un aggettivo superlativo relativo preceduto dalle preposizioni di, tra e fra.
- un pronome interrogativo preceduto dalle preposizioni di, tra e fra.
- un pronome indefinito preceduto dalle preposizioni di, tra e fra.